# Make Me like You
Make Me like You è un singolo della cantante statunitense Gwen Stefani, pubblicato nel 2016 come secondo estratto dall'album This Is What the Truth Feels Like. 

## Descrizione
La canzone è stata scritta dalla stessa Gwen Stefani insieme a Justin Tranter, Julia Michaels, Mattias Larsson e Robin Fredriksson, con gli ultimi due attivi anche come produttori. 
Si tratta del secondo estratto dal terzo album in studio da solista della cantante, This Is What the Truth Feels Like, uscito nel marzo 2016.

## Tracce
1. Make Me like You – 3:36

## Classifiche
| Classifica (2016) | Posizione più alta |
| ----------------- | ------------------ |
| Australia         | 97                 |
| Belgio (Fiandre)  | 81                 |
| Canada            | 62                 |
| Cile              | 77                 |
| Croazia           | 6                  |
| Francia           | 81                 |
| Libano            | 19                 |
| Polonia           | 33                 |
| Regno Unito       | 140                |
| Stati Uniti       | 54                 |